# Labarthète
Labarthète (gaskognisch: La Barteta) ist eine französische Gemeinde mit 146 Einwohnern (Stand 1. Januar 2022) im Département Gers in der Region Okzitanien; sie gehört zum Arrondissement Mirande.

## Geografie
Die Gemeinde Labarthète liegt rund elf Kilometer südöstlich der Kleinstadt Aire-sur-l’Adour im Westen des Départements Gers. Sie gehört zum Weinbaugebiet Côtes de Saint-Mont. Die wichtigsten Gewässer sind die Bäche Barry, Claquessot, Saget und Saint-Pot sowie mehrere Staubecken und Teiche. Wichtigste überregionale Verkehrsverbindung ist die wenige Kilometer westlich der Gemeinde verlaufende Autoroute A65 (Teil der Europastraße 7). Die nächstgelegenen Halte im Öffentlichen Verkehr sind die Bushaltestellen in Saint-Germé und Riscle auf der Buslinie 940 Aire-sur-l’Adour-Tarbes. 
Umgeben wird Labarthète von den Nachbargemeinden Saint-Mont im Nordosten, Osten und Südosten, Viella im Süden, Aurensan im Südwesten, Bernède im Westen sowie Corneillan im Nordwesten.

## Geschichte
Die Gemeinde lag in der Gascogne. Von 1793 bis 1801 gehörte Labarthète zum Distrikt Nogaro und bis 2015 zum Wahlkreis (Kanton) Riscle. 1821 wurden die Gemeinden Louserson (1821:91 Einwohner) und Saint-Pot (1821:84 Einwohner), 1822 die Gemeinden La Gardère (1821:68 Einwohner) und Loupourret (1821:18 Einwohner) eingegliedert. 

## Bevölkerungsentwicklung
| Jahr                       | 1962 | 1968 | 1975 | 1982 | 1990 | 1999 | 2010 | 2020 |
| Einwohner                  | 198  | 205  | 151  | 154  | 150  | 137  | 147  | 141  |
| Quellen: Cassini und INSEE |      |      |      |      |      |      |      |      |

## Sehenswürdigkeiten
- Kirche Saint-Barthélémy, erbaut 1865
- mehrere Kreuze und Wegkreuze und eine Marienstatue

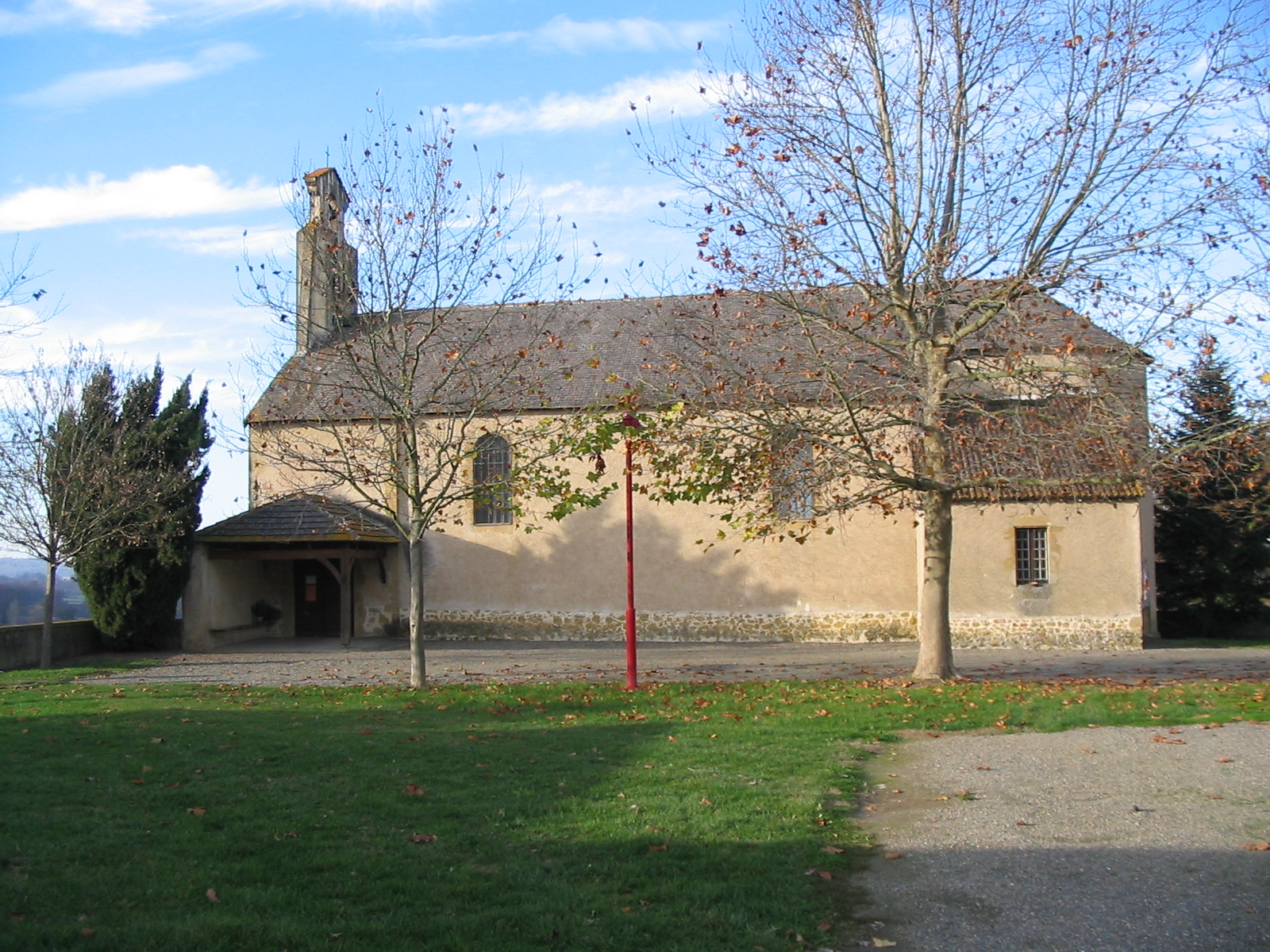
Kirche Saint-Barthélemy
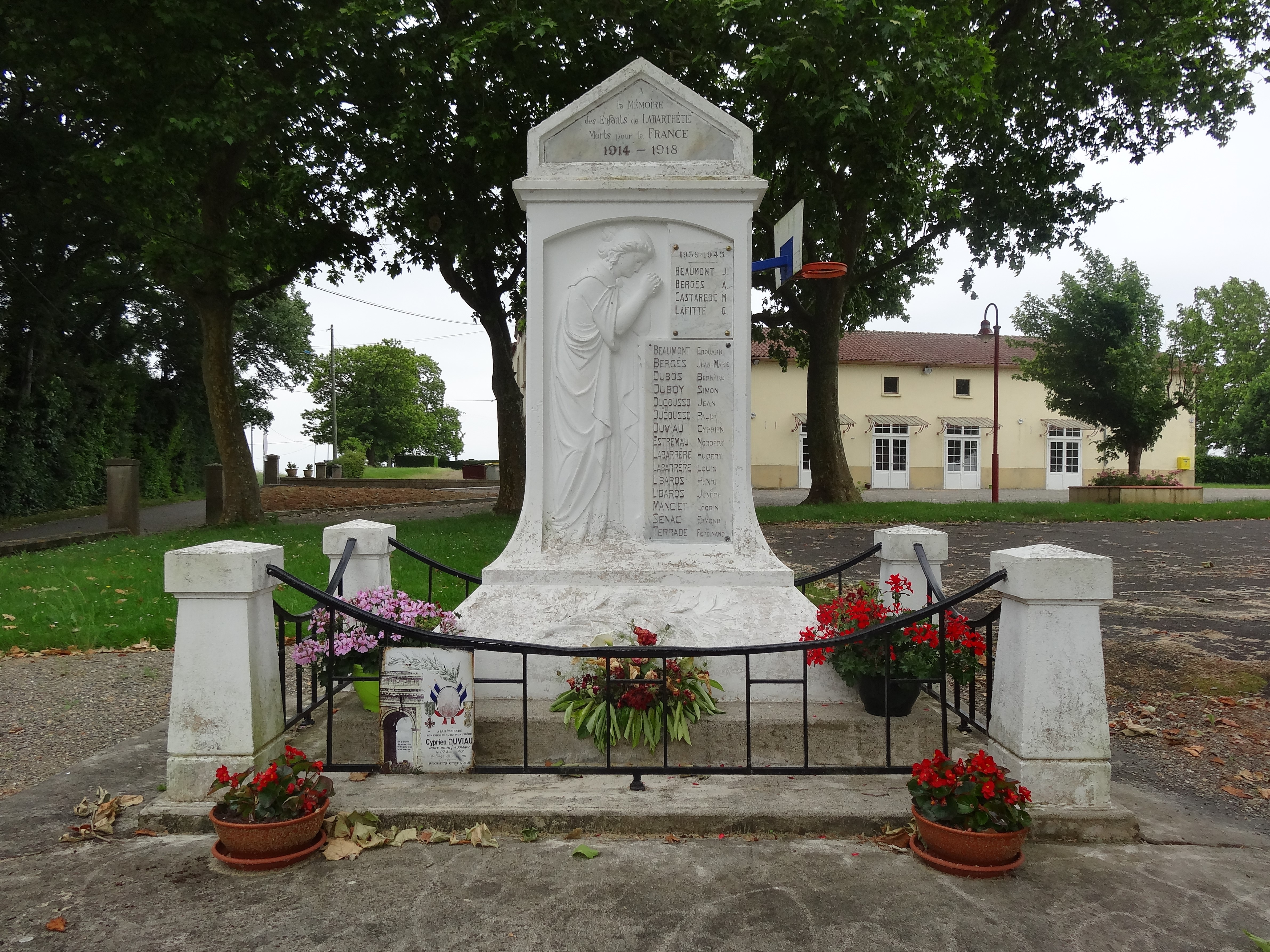
Gefallenendenkmal